# Collegiata di Santo Stefano (Pieve Santo Stefano)
La collegiata di Santo Stefano è un edificio sacro che si trova nella piazza omonima a Pieve Santo Stefano. È la chiesa che dà il nome al paese.

## Storia e descrizione
L'antica pieve dedicata a Santo Stefano è già ricordata in una bolla papale del 1212-1227. Fin dal XIII secolo risultava organizzata come collegiata poiché i sacerdoti vi vivevano uniti nella preghiera e nell'esercizio della carità. Dalle origini al 1520 ha fatto parte della diocesi di Città di Castello; nel 1520 la pieve e tutte le chiese suffraganee sono state aggregate alla nuova diocesi di Sansepolcro e nel 1569 vi venne eretta una collegiata di canonici.
Al posto dell'antica pieve fu ricostruita tra il 1844 e il 1881 la chiesa attuale in stile neoclassico, la cui facciata risulta formata in parte dal muro di fondo della vecchia costruzione. Nel 1880 si demolì l'antico campanile e nel 1906 la chiesa venne consacrata. L'interno a croce latina, arricchito da sedici altari, conserva un dossale in terracotta invetriata di bottega di Andrea Della Robbia raffigurante l'Assunzione di Maria tra i santi Francesco, Antonio da Padova, Girolamo e Antonio Abate (1514) e un San Sebastiano alla colonna (1510-1520) attribuito a Giovanni della Robbia. 
Nel 1931 Luigi Morgari dipinse l'affresco sulla lunetta della facciata, raffigurante la Lapidazione di santo Stefano.